# Ae-ja
Ae-ja (애자?), noto anche con il titolo internazionale Goodbye Mom, è un film del 2009 scritto e diretto da Jeong Gi-hun.

## Trama
Ae-ja ha ventinove anni e non ha raggiunto nessuno degli scopi che si era prefissata, malgrado da piccola avesse un grande talento; improvvisamente la madre, che si era sempre comportata con lei duramente, ha un malore, e Ae-ja si ritrova costretta ad assisterla.